# Evrim Doğan
Evrim Doğan (* 5. September 1977 in Ankara) ist eine türkische Schauspielerin.

## Leben und Karriere
Evrim Doğan wurde am 5. September 1977 in Ankara geboren. Sie studierte an der Anadolu Üniversitesi. Ihr Debüt gab sie 2004 in der Fernsehserie Cennet Mahallesi. 2007 bekam sie eine Rolle in der Serie Arka Sıradakiler. Danach trat Doğan 2013 in Vicdan auf. Zwischen 2016 und 2017 wurde sie für die Serie Gülümse Yeter gecastet.
Unter anderem bekam sie 2018 in Kadın eine Nebenrolle. Von 2020 bis 2021 war sie in der Serie Sen Çal Kapımı zu sehen. Zwischen 2022 und 2023 spielte Doğan in Kardeşlerim mit.

## Filmografie
Filme
- 2015: Sevimli Tehlikeli
- 2018: Aşk Bu Mu?

Serien
- 2004: Cennet Mahallesi
- 2007: Arka Sıradakiler
- 2011: Dinle Sevgili
- 2012: Şubat
- 2013: Vicdan
- 2016–2017: Gülümse Yeter
- 2017–2018: Bizim Hikaye
- 2018: Kadın
- 2018: Bartu Ben
- 2019: Kardeş Çocukları
- 2020–2021: Sen Çal Kapımı
- 2022: Evlilik Hakkında Her Şey
- 2022–2023: Kardeşlerim